# Mi Vida: Grandes Éxitos
Mi Vida: Grandes Éxitos es un álbum de grandes éxitos en doble CD de Julio Iglesias, lanzado en 1998 por Columbia Records. El disco contiene una selección especial de 37 canciones que Julio Iglesias había grabado a lo largo de tres décadas. My Life es una de las cinco ediciones del álbum lanzadas simultáneamente en diferentes idiomas para diferentes mercados mundiales. Además de la versión original en español , el álbum también tuvo lanzamientos en portugués, italiano y francés. Todas las ediciones del álbum tienen cierta superposición en las listas de canciones debido a la inclusión de varias canciones en español e inglés en todas las versiones.

## Lista de Pistas

### Disco 1
| N.º | Título                                     | Duración |  |
| 1.  | «La Gota Fría»                             | 3:33     |  |
| 2.  | «Soy un Truhan, Soy un Señor»              | 3:01     |  |
| 3.  | «Me Olvide de Vivir»                       | 4:50     |  |
| 4.  | «Quijote»                                  | 4:01     |  |
| 5.  | «Momentos»                                 | 3:32     |  |
| 6.  | «La Nave del Olvido»                       | 4:11     |  |
| 7.  | «Que Nadie Sepa Mi Sufrir»                 | 3:20     |  |
| 8.  | «Nathalie»                                 | 3:53     |  |
| 9.  | «De Niña a Mujer»                          | 3:14     |  |
| 10. | «Ni Te Tengo Ni Te Olvido»                 | 4:00     |  |
| 11. | «Felicidades» (con D. Pedro Vargas)        | 3:46     |  |
| 12. | «Que No Se Rompa la Noche»                 | 4:25     |  |
| 13. | «Lo Mejor de Tu Vida»                      | 4:16     |  |
| 14. | «Milonga Medley: Milonga Sentimental/Vivo» | 4:02     |  |
| 15. | «Agua Dulce, Agua Sala»                    | 4:24     |  |
| 16. | «Vuela Alto»                               | 3:09     |  |
| 17. | «Baila Morena»                             | 3:49     |  |
| 18. | «La Cumparsita»                            | 2:34     |  |
| 19. | «Bamboleo»                                 | 4:39     |  |

### Disco 2
| N.º | Título                                                   | Duración |  |
| 1.  | «Un Canto a Galicia»                                     | 4:30     |  |
| 2.  | «Hey»                                                    | 4:58     |  |
| 3.  | «La Vida Sigue Igual»                                    | 2:16     |  |
| 4.  | «Abrazame»                                               | 3:16     |  |
| 5.  | «To All the Girls I've Loved Before» (con Willie Nelson) | 3:32     |  |
| 6.  | «33 Años»                                                | 3:33     |  |
| 7.  | «Manuela»                                                | 3:37     |  |
| 8.  | «All of You» (con Diana Ross)                            | 3:58     |  |
| 9.  | «Ae, Ao»                                                 | 3:17     |  |
| 10. | «Caruso»                                                 | 5:49     |  |
| 11. | «A Media Luz»                                            | 2:41     |  |
| 12. | «La Carretera»                                           | 5:04     |  |
| 13. | «Can't Help Falling in Love»                             | 3:19     |  |
| 14. | «Crazy»                                                  | 3:15     |  |
| 15. | «When You Tell Me That You Love Me» (con Dolly Parton)   | 3:59     |  |
| 16. | «Por el Amor de Una Mujer»                               | 3:51     |  |
| 17. | «Smoke Gets in Your Eyes» (con All-4-One)                | 3:35     |  |
| 18. | «My Way [A Mi Manera]» (con Paul Anka)                   | 4:24     |  |
| 19. | «Me Va, Me Va»                                           | 5:59     |  |